# Samsonî, Kozeleț
Samsonî (în ucraineană Самсони) este un sat în comuna Birkî din raionul Kozeleț, regiunea Cernihiv, Ucraina.

## Demografie
Componența lingvistică a localității Samsonî
     Ucraineană (98,1%)
     Rusă (1,9%)
Conform recensământului din 2001, majoritatea populației localității Samsonî era vorbitoare de ucraineană (98,1%), existând în minoritate și vorbitori de rusă (1,9%).